# Konsumentforskningscentralen
Konsumentforskningscentralen KFC (finska: Kuluttajatutkimuskeskus) är ett finländskt expertorgan inom tillämpad konsumentforskning, tidigare underställd handels- och industriministeriet, sedan 2008 arbets- och näringsministeriet. 
Konsumentforskningscentralen, som grundades 1990 och är verksamt i Helsingfors, ersatte den 1941 grundade Forskningscentralen för hemhushållnings- och konsumentfrågor, vilken åtnjöt statsunderstöd. Konsumentforskningscentralen har till uppgift att bedriva forskning och utredningsverksamhet som gäller konsumtion, effekterna av konsumtion, priserna och kvaliteten på konsumtionsnyttigheter och konsumentens ställning samt att bedriva informationsverksamhet på området. Centralen producerar och förmedlar forskningsdata vars syfte är att främja konsumenternas och hushållens välfärd och möjligheter att påverka, stärka samarbetet mellan konsumenter och näringsliv samt främja utvecklandet av en teknologi som tar konsumenten i betraktande. Den utvecklar inhemsk, nordisk och annan internationell konsumentforskning och deltar i forskarutbildningen.